# Biserica Schimbarea la Față din Hunedoara
Biserica „Schimbarea la Față” este un monument istoric aflat pe teritoriul municipiului Hunedoara.

## Istoric și trăsături
Este un lăcaș de cult din piatră, de plan dreptunghiular, cu absida pentagonală decroșată, construit între anii 1797 și 1800, din inițiativa protopopului ortodox Nicolae Huțovici al Hunedoarei, ajuns vicar al „Diecezei Greco-Române Neunite” a Transilvaniei (1805-1810). Peste decorul mural inițial, executat în anul 1928 de pictorul Nicolae Kabadaeff din Sibiu, s-a suprapus, în anul 1983, actuala zestre iconografică în frescă, datorată pictorului Petru Achițenie din București.